# フォーナインズ

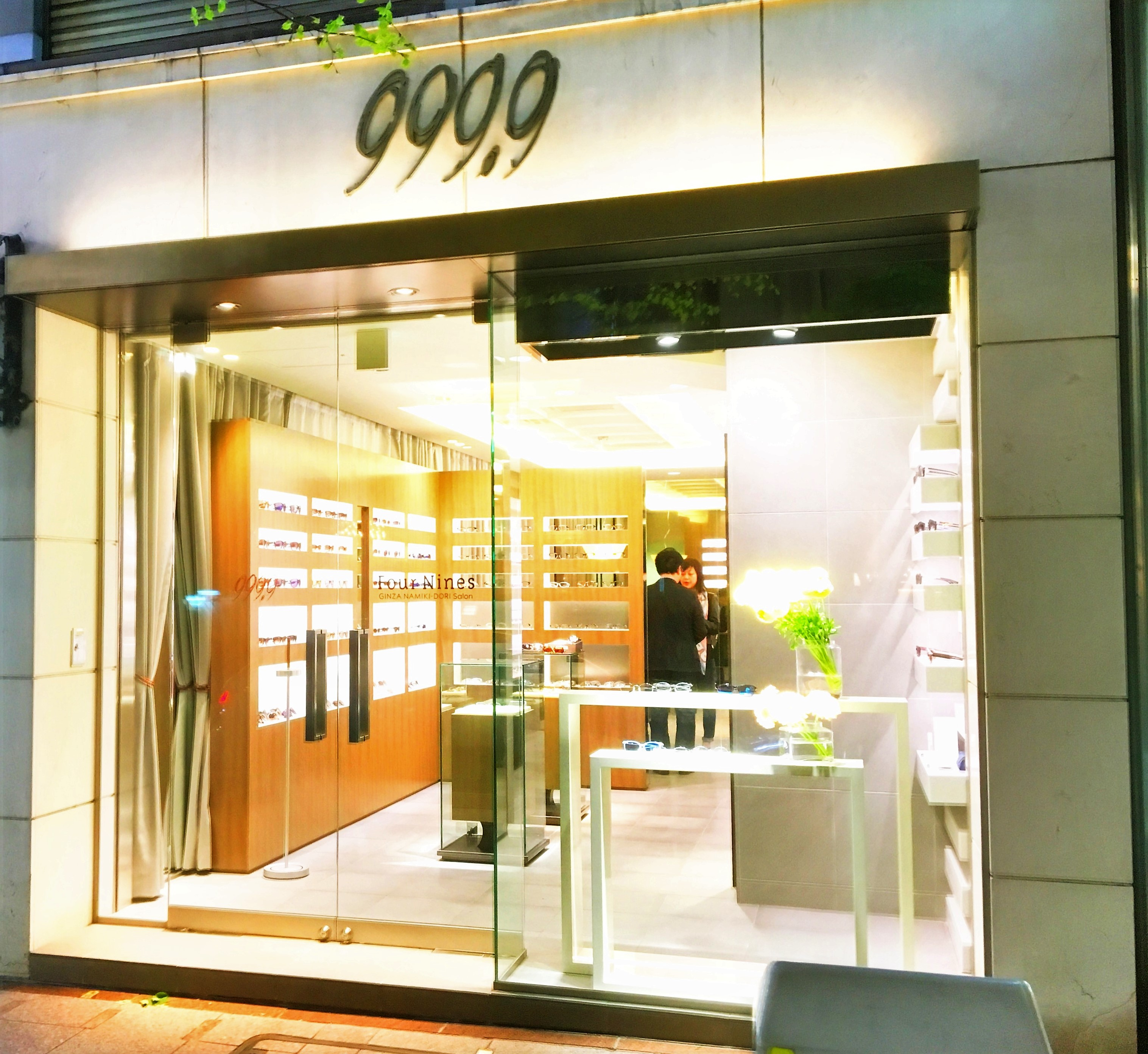
フォーナインズ 銀座並木通りSalon (東京都中央区銀座7丁目)

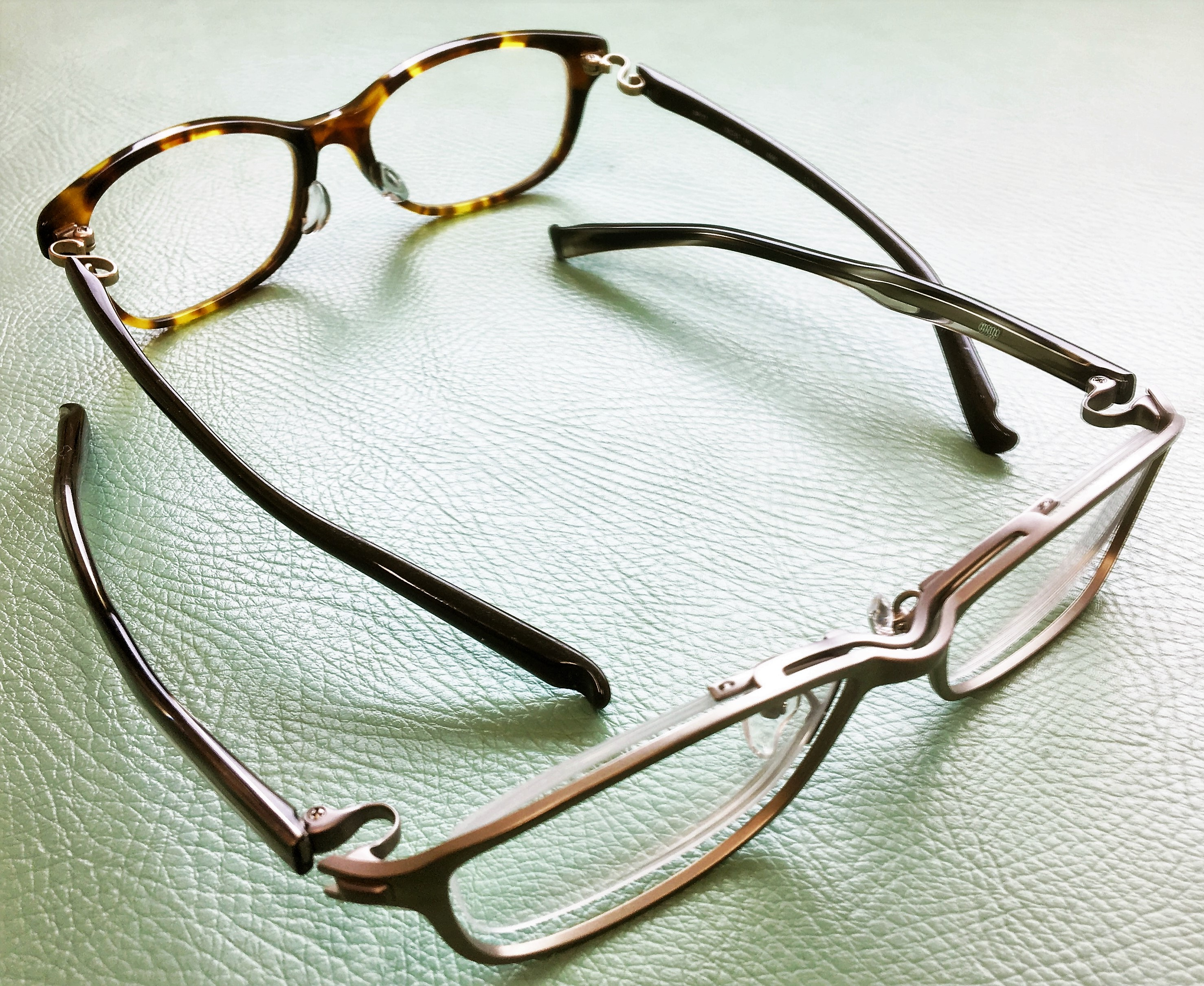
999.9のチタンフレーム（手前）とセルフレーム（奥）

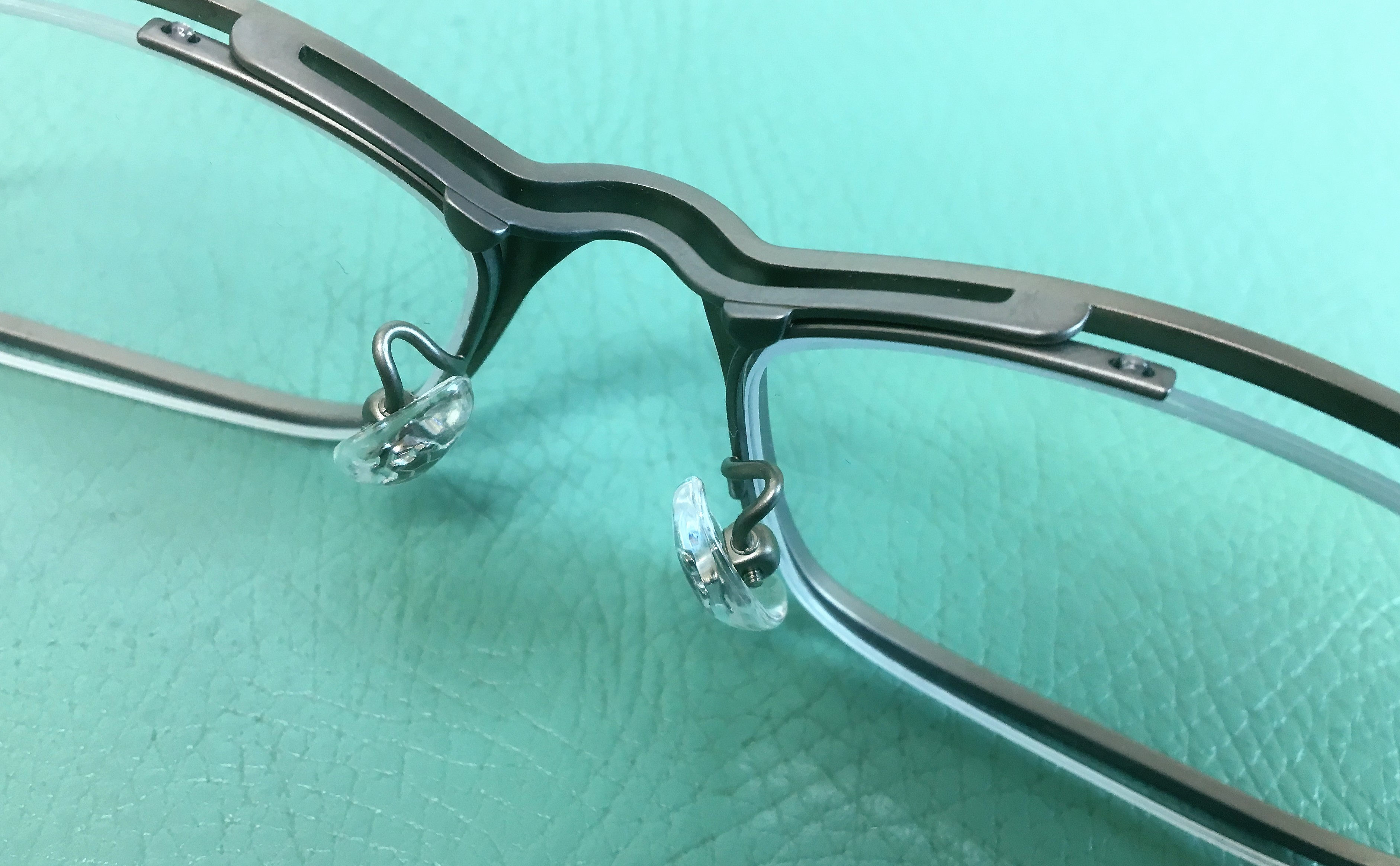
ハーフリムレスフレーム 内側のフレームでレンズを支持し、外側のフレームはレンズとは接していない

フォーナインズ (999.9) は、東京都世田谷区で眼鏡フレームの企画、卸売、小売を行なう企業またはブランドである。1995年から1996年にかけて、三瓶哲男ら創業者4人が設立した。2021年8月に、金子眼鏡株式会社などを傘下に持つJapan Eyewear Holdings株式会社の子会社となった。
日本を代表する眼鏡ブランドとする記事も見られる。本記事では、創業後に代表取締役となった三瓶についても言及する。

## 概要
「999.9」は、純金の品質表示に使われる数字をそのまま社名に転用し、メガネの品質と機能を極限まで追求する意気込みを込めている。掛け心地の良さが特徴とされ、日本人に多い幅の広い頭の形状を考慮して設計している。20から30代を中心に人気を集める。2017年現在で、卸売りのほか関東を中心に12店舗の直営店舗も経営する。2011年の主要価格帯は26000-50000円。2015年8月期で従業員数150名、売上高34億円。

## 沿革

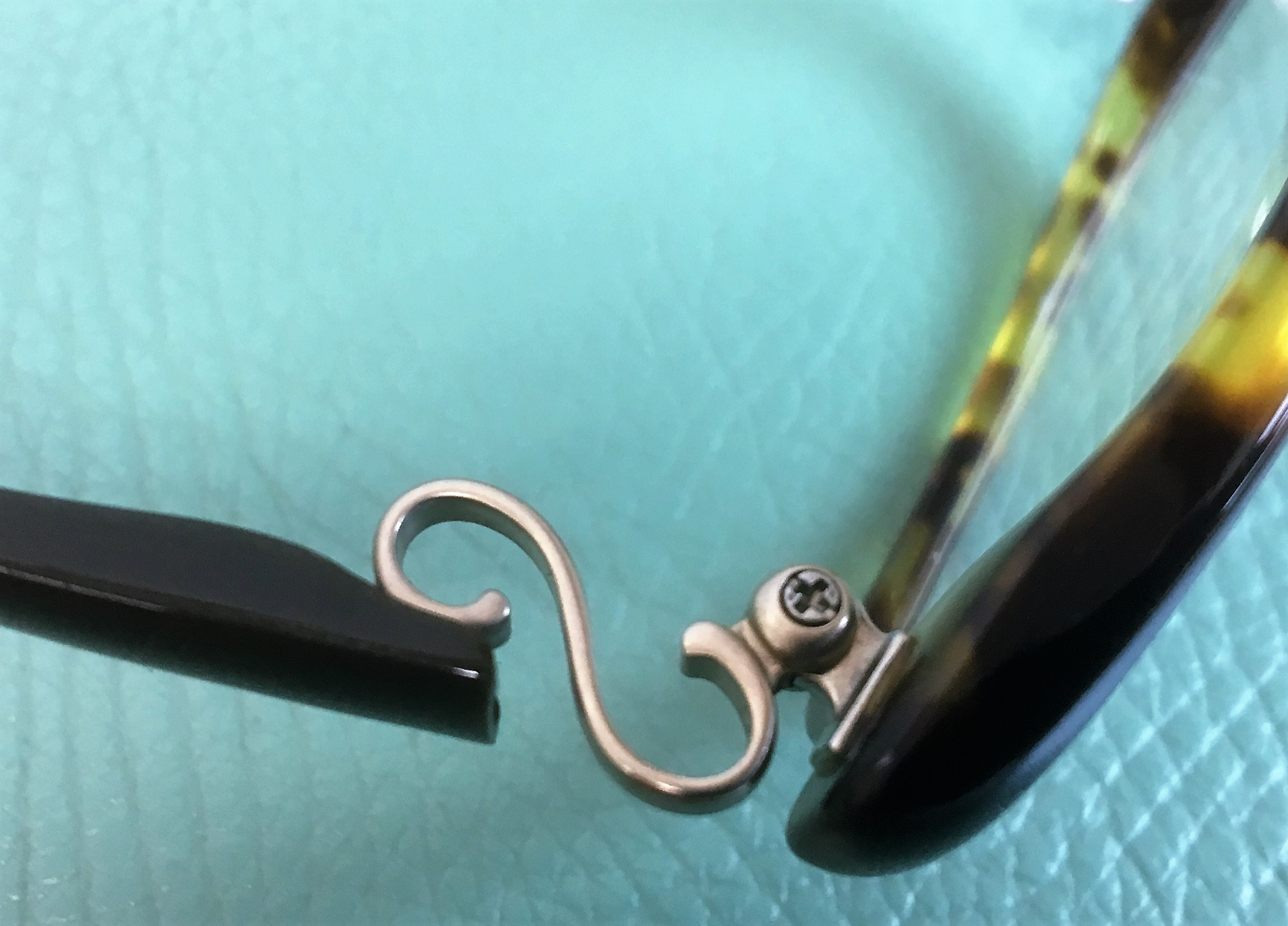
女性向けモデルの丁番

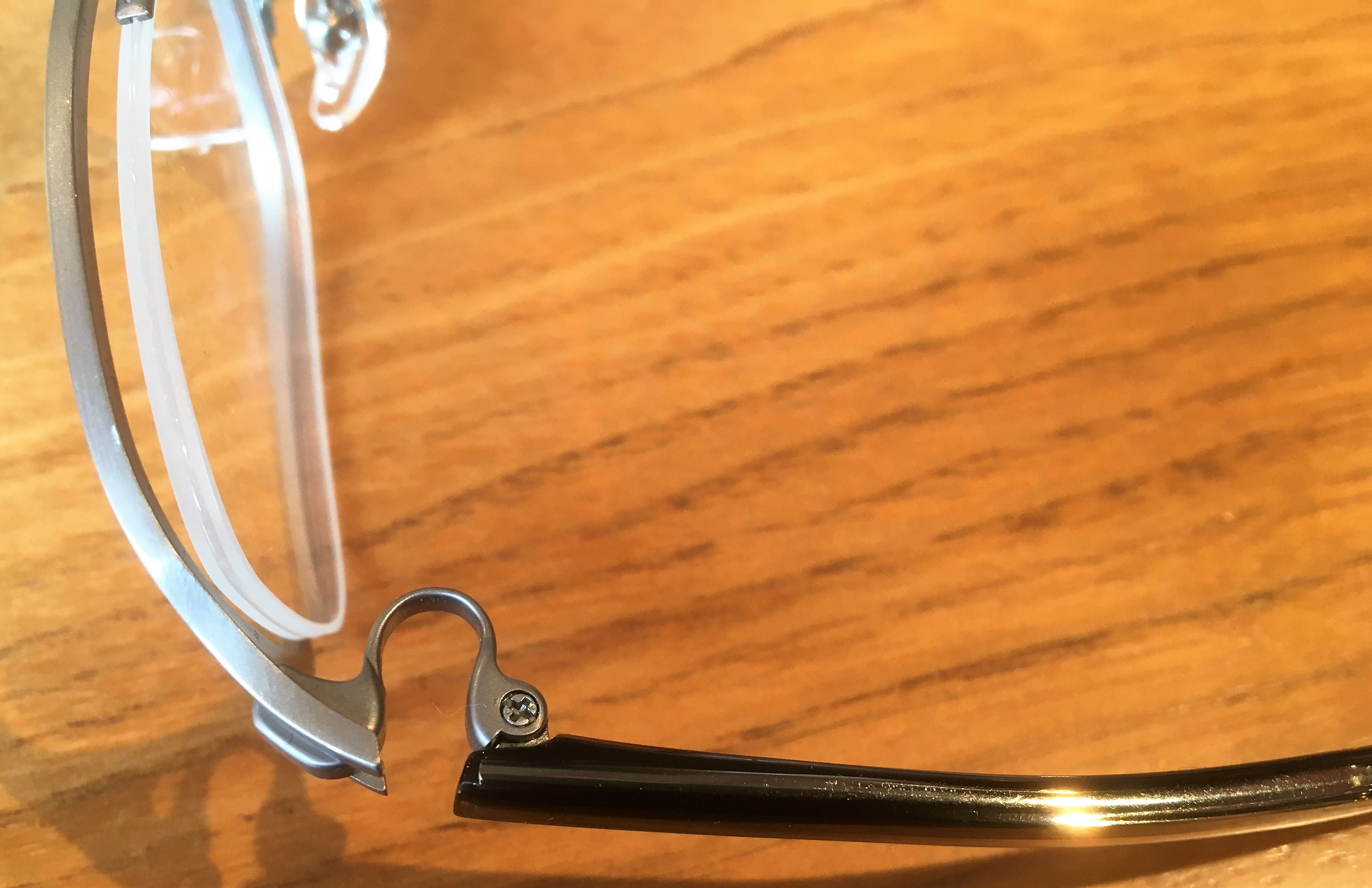
男性向けモデルの丁番

レンズと耳を連結する部分を「ツル」（テンプル）と呼ぶが、この「ツル」の部分は多くの眼鏡では直線形状のものが採用されていた。直線形状のつるは、幅の狭い欧米人の頭には合うものの、幅広の丸い日本人には合わず、眼鏡店で店員がツルを曲げて客の頭に合わせるという作業をして販売されていた。この不合理を疑問視する眼鏡店らが集まって1995年に製品発表し、1996年にフォーナインズを創業した。曲線状のツルを採用した当初は「恰好が悪い」と不評だったが、快適な装着感が評価されて男性客を中心に人気が高まった。1999年頃にはレンズ下部をナイロン糸で釣り前枠のフレーム下半分を無くした「ハーフリムレス」形状が人気を博して主力商品となった。金属部分には軽量化のためにチタンを採用した。約10年ごとに起こる「眼鏡ブーム」のたびに女性ユーザーも増加し、女性向けの製品も増やした。ツルに加えてフレーム全体に弾力性を持たせた製品や、セルフレームの鼻掛けに金属パーツを使った製品なども開発した。
デザインが優先されるサングラスには参入していなかったが、2011年に同社初となるサングラスシリーズ「フォーナインズ・フィールサン」を販売した。カーボン素材で36万7500円のサングラスなどの限定商品も開発した。

## 特徴
フレームの前枠とツルを接続する丁番と呼ばれる部品に唐草をイメージしたＳ字型の部品を採用してこめかみへの圧力を分散させ、同時に女性向きの優美な雰囲気を強調した製品があり、装着感を考慮した工夫は、脱着時に力を分散させてフレーム全体の変形を防ぎ、顔に適合する適切な弾力を保つ機能的なデザインとされる。
試作品は製品と同じ素材で作らなければ意味がないとして、モックアップは作成せずに試作品のために金型を製作している。引っ張る、捻じる、踏むなどの負荷を試作品に加えて改良点を得る毎に金型を製作しており、開発費は他社の5 - 10倍を要している。
フォーナインズシブヤなどの直営店では、複数のレンズを組み合わせて行う一般的な検眼ではなく、用意した3000枚の検眼レンズの中から顧客に合ったレンズを選択する自社開発の方式を採っている。

## 販売
小売店へ卸値引きは実施せず、販売数量が多い店舗や卸値引きが慣習の百貨店でも卸値を同一に設定し、これにより高い価格で購入した客が廉価販売で失望することを防ぎ、ブランド力を維持している。すべての取引先に対して全品買い取り、返品交換なし、催事やセールも行わないことを基本方針としている。

## 創業者 三瓶哲男
三瓶哲男（みかめ てつお）は、名古屋出身の眼鏡デザイナー、眼鏡職人、経営者である。
1958年に高校教師を務める父親の三男として生まれる。高校はスポーツ推薦で入学したために受験経験が無く、勉強が苦手で歯科技工士を目指したが大学受験に失敗する。眼鏡に特別な興味はなかったが他校には合格出来ず、手に職を付けることを勧める父親に従って創立間もない眼鏡制作の専門学校に進学した。進学先は4年制で、眼鏡店の実務と経営のほかに解剖学や生理学、薬理学などを学んだ。兄弟は、長男はトヨタに勤め、次男は美術大学へ進学するなど全員もの作りの分野へ進んだ。

### 眼鏡店就職後
三瓶は眼鏡の専門学校を卒業後、埼玉県熊谷市にある老舗の眼鏡小売店で仕事を始めるが、8か月で退社した。その後東京の老舗眼鏡店でアルバイトを始め後に正社員となるが、ここも生意気な性格が問題となり解雇される。当時は「眼鏡のかけ心地」を考慮して設計するデザイナーは殆どおらず、「眼鏡のかけ心地」を作るのは眼鏡の形状を客の頭の形状に合わせて調節する眼鏡店の店員の仕事と考えられていた。しかし店員が形状を調整してもすぐに形が崩れてしまい、早ければ一週間で痛いところが出たり、ずり落ちるようになる製品も多かった。開発担当として某眼鏡店に入社、その後、福井の生産工場でブランドOEMの企画開発営業もするが、結局長くは続かなかった。三瓶は眼鏡のツルに弾力性を持たせることを試みた。そのためにツルを細くしたが、そのことは同時にツルが折れてしまう危険性があった。折れないギリギリの強度を求めて0.05ミリメートル (mm) の精度にこだわり、1985年までに3回の解雇を経験する。当時の眼鏡製造の環境はデザイナーより製造現場の職人のほうが権限が強く「どうでもいいじゃないか」と考える職人と衝突して解雇された。外国製の眼鏡をコピーしたような製品が、日本人が合うはずがない。かけ心地を重視して眼鏡のデザインを行えば売れる商品ができると思うようになる。1983年に25歳で眼鏡職人へ弟子入りし、眼鏡デザイナーになるためにフレーム制作技術を学び始めた。平日昼間は眼鏡店でアルバイトをして夜間は眼鏡図面を描いて職人の下へ通いフレームを作り、休日は販売店へ行商するも全く儲からず、一時期は眼鏡業界を抜けることを考えたが知人らに引き留められた。

### フォーナインズ設立
1991年に33歳で三瓶は独立してフリーのデザイナーとなり「デザインオフィス・フォーナインズラボラトリー」を設立する。様々なブランドにデザインを提案するが、採用に至ることは少なかった。徹夜でデザインしても収入が得られない状態が続いた。自分が理想とする眼鏡を作るためには独自ブランドを立ち上げるしかないと悟り、1995年にデザイナーの個人ブランド「フォーナインズ」を作った。「ダメだったら、道路工事現場で肉体労働すればいい」という思いだった。最初の製品として、プラスチックフレームE-01とE-02の2種をそれぞれ20000円で販売した。眼鏡の加重を分散させるために極端な肉厚差と曲線をつけたフレームのプレス作業は、試行錯誤の連続で福井県鯖江市の生産工場でも製造できないと断られた。鯖江で数少ない理解者の一人であった関眼鏡製作所が製造を引き受けた。当初、フォーナインズの眼鏡販売を引き受けた店舗は全国で7店であった。1995年当時日本産フレームは2流品扱いだったが、新参者三瓶の国産眼鏡フレームは徐々に支持者を増やした。

### 法人化
1996年、37歳の三瓶の取り組みに賛同した眼鏡小売り経験者ら3人「飯村、櫻井、武川」が集まり、有限会社フォーナインズを設立して三瓶が代表取締役を務める。1998年に銀座三丁目のビル2階に最初の直営店となる銀座店を開設した。国内メーカーで初めてメーカーが直販する眼鏡店であったが、当時は全く注目されずにマスコミの取材もなく、花屋と間違えて入店する客もいた。出展する眼鏡展示会で好セールスを連発して急成長する。2002年に直営店の床面積を92平米から224平米に増床して2フロア構成とした。2003年に新宿伊勢丹メンズ館に百貨店内店舗を初めて開設する。2007年に取扱が200社450店舗に増えた。三瓶は「品質が良ければ自然に客は増えるものであり、眼鏡屋に頭を下げたところで眼鏡は売れなる訳はない」と強気で商売した。2007年当時レンズを入れた平均単価が25000円とされる業界で、フォーナインズの眼鏡はレンズセットで60000円近い価格設定であったが、年間12万セットを販売した。それまでは経験者のみの中途採用だけであったが、2007年から大学新卒者の採用も開始した。2009年に日本国内で直営店を5店舗を有し、従業員数は100名となった。

### フォーナインズ退社後
2008年に三瓶は、1995年立ち上げ時から営業部門で責任者を務めた飯村祐一に取締役の座を譲り退職した。2010年にアランミクリのアジアトップを勤めた台湾人の鍾易民（ケイマン・チョン）とともに新たなブランドTonySame（トニーセイム）を創業し、生産地を中国へ移転した新ブランドの企画を始める。新ブランドはデザインをチャイナ・セントラル・アカデミー・オブ・ファイン・アーツ芸術学校（中国中央美術学院）に任せ、三瓶はデザイン面から身を引く予定としている。2012年秋に新ブランドATTRACT（アトラクト）を創業する。

## 本社
東京都世田谷区用賀4-10-1 世田谷ビジネススクエアタワー15階

## 事業所
- フォーナインズ 成城オフィス（東京都世田谷区成城2丁目）
- フォーナインズ 福井オフィス（福井県福井市御幸4丁目）

## 特記事項
- 海外の工場は生産現場と意思疎通が困難と考え[25]、2003年現在で全製品を福井県で生産する[26]。
- 2008年3月に銀座店開店10周年を期し、銀座をテーマにした社内フォトデザイナーによる写真展を開催した[27]。2010年に銀座並木通りで開店した並木通り店は「ブランドの顧客層やゆっくり購買をしたい高感度層のための旗艦店」として、上質な内装やソファー設置など差別化している[28]。
- 2008年1月の読売新聞で「眼鏡でイメージアップ 知的な女性、自ら演出 海外ブランドもの購入…」という題名で、同社が女性向けメガネフレームの選択について最近の流行やコーディネイトについて紹介する記事が掲載される[6]。
- 頭が小さくて鼻が高い欧米人向けの製品は、全く異なる設計を要するために手掛ける予定はない[11]。
- Alain Mikli本人がフォーナインズの店舗を見学に訪れて「みな私の真似ばかりするが三瓶は違うから応援する」と語る[16]。
- 創業者4人は「会社やブランドは個人のものではない」[29]として、互いに自らの子息を入社させない旨を約束をしている[20]。

## ギャラリー

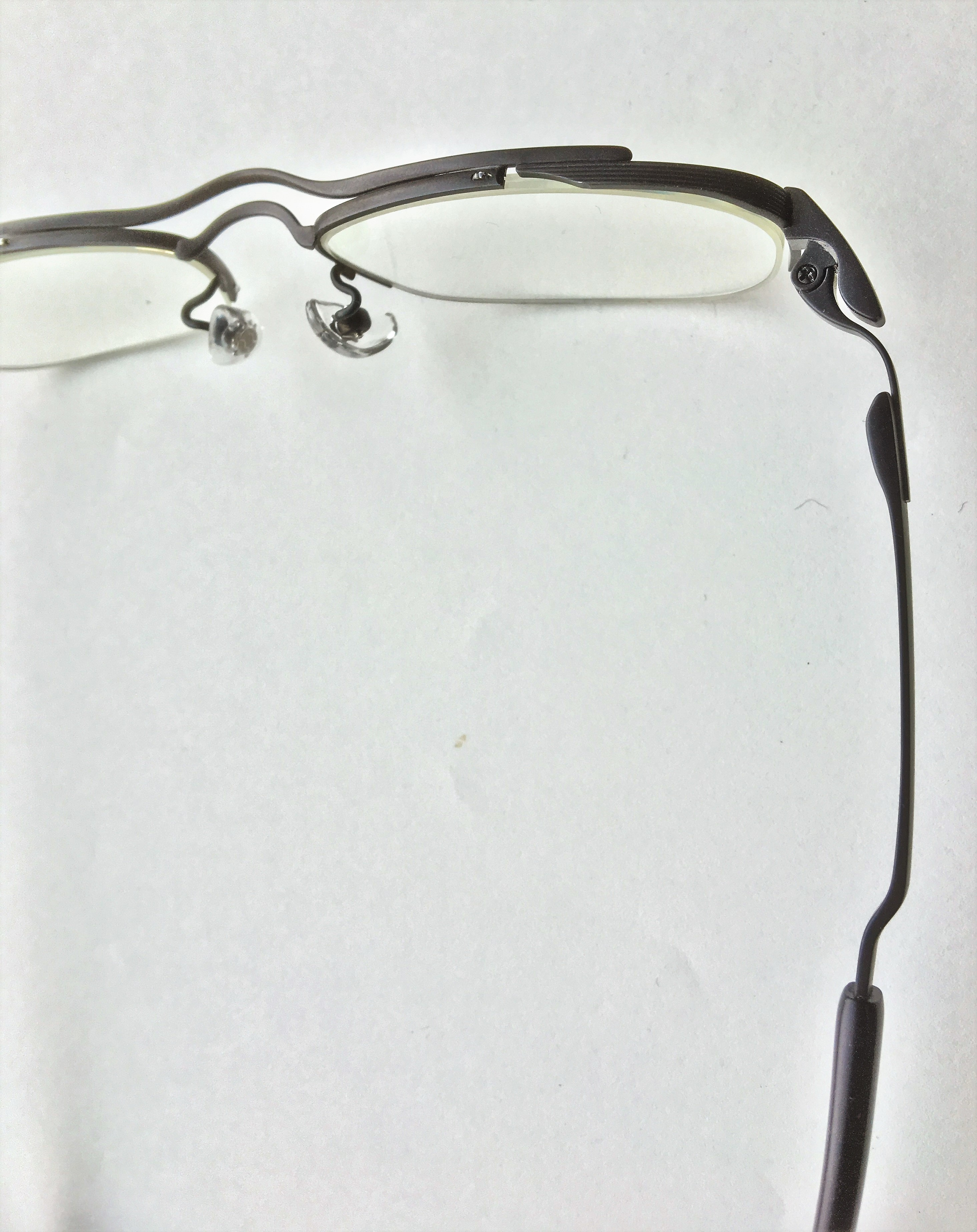
model_S-102T;細かいパーツを組み合わせて構成される
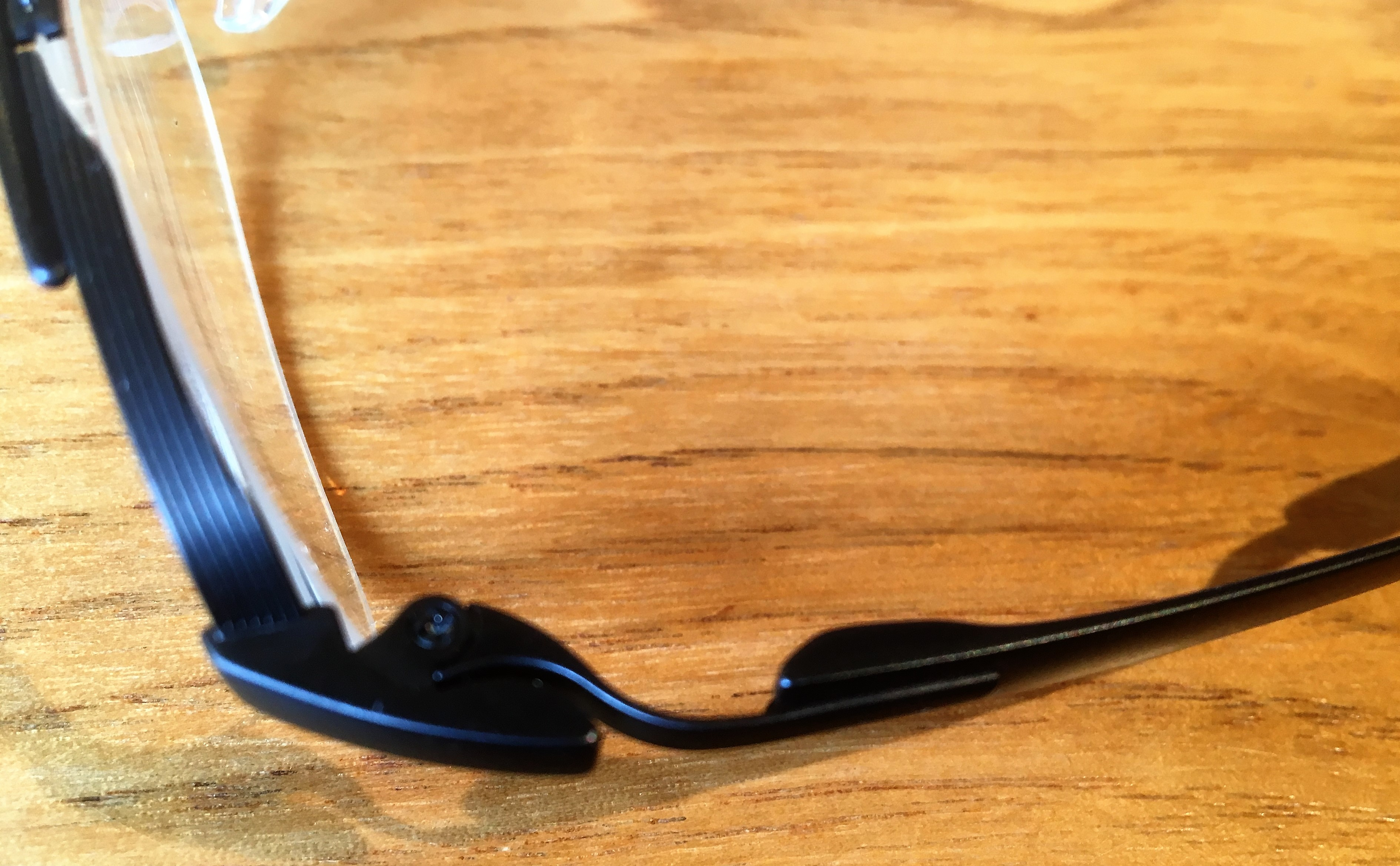
薄いチタンパーツを使って弾力性をもたせた丁番